# Schloss Delsberg
Das Schloss Delsberg (französisch Château de Delémont) ist die ehemalige Sommerresidenz der Fürstbischöfe von Basel. Es befindet sich an der Südwestecke der Altstadt von Delsberg, dem Hauptort des Kantons Jura.
Das jetzige Gebäude steht an der Stelle einer mittelalterlichen Burg. Zu Beginn des 18. Jahrhunderts beauftragte der Fürstbischof von Basel, Johann Konrad von Reinach-Hirtzbach, den Architekten Pierre Racine aus Renan mit dem Bau einer geräumigen Sommerresidenz.
Einige Teile des Gebäudes dienen heute als Kindergarten und Primarschule.
Das Schloss ist ein Kulturgut von nationaler Bedeutung.